# Personnages de Fear the Walking Dead
Cet article présente les personnages de fiction de la  série télévisée américaine Fear the Walking Dead.

## Tableau des personnages principaux
Légende:  = Principal
Légende:  = Récurrent/e
Légende:  = Invité
| Acteur/Actrice        | Rôle             | Nombre d'épisodes | Nombre d'épisodes | Nombre d'épisodes | Nombre d'épisodes | Nombre d'épisodes | Nombre d'épisodes | Nombre d'épisodes | Nombre d'épisodes | Nombre d'épisodes |
| Acteur/Actrice        | Rôle             | S1                | S2                | S3                | S4                | S5                | S6                | S7                | S8                | Total/93          |
| --------------------- | ---------------- | ----------------- | ----------------- | ----------------- | ----------------- | ----------------- | ----------------- | ----------------- | ----------------- | ----------------- |
| Alycia Debnam-Carey   | Alicia Clark     | 6                 | 14                | 14                | 14                | 13                | 6                 | 6                 | 1                 | 74                |
| Colman Domingo        | Victor Strand    | 2                 | 13                | 11                | 13                | 11                | 10                | 9                 | 5                 | 74                |
| Lennie James          | Morgan Jones     |                   |                   |                   | 15                | 14                | 14                | 12                | 5                 | 60                |
| Kim Dickens           | Madison Clark    | 6                 | 15                | 14                | 7                 |                   |                   | 2                 | 9                 | 53                |
| Rubén Blades          | Daniel Salazar   | 5                 | 7                 | 9                 |                   | 9                 | 7                 | 7                 | 8                 | 52                |
| Danay Garcia          | Luciana Galvez   |                   | 6                 | 5                 | 13                | 10                | 7                 | 7                 | 4                 | 52                |
| Jenna Elfman          | June Dorie       |                   |                   |                   | 12                | 11                | 9                 | 7                 | 9                 | 48                |
| Frank Dillane         | Nick Clark       | 6                 | 13                | 14                | 8                 |                   |                   |                   |                   | 41                |
| Alexa Nisenson        | Charlie          |                   |                   |                   | 12                | 9                 | 8                 | 7                 | 1                 | 37                |
| Austin Amelio         | Dwight           |                   |                   |                   |                   | 10                | 10                | 8                 | 8                 | 36                |
| Garret Dillahunt      | John Dorie       |                   |                   |                   | 14                | 11                | 5                 |                   |                   | 30                |
| Maggie Grace          | Althea           |                   |                   |                   | 12                | 10                | 6                 | 2                 |                   | 30                |
| Mo Collins            | Sarah Rabinowitz |                   |                   |                   | 6                 | 9                 | 6                 | 7                 |                   | 28                |
| Karen David           | Grace Mukherjee  |                   |                   |                   |                   | 9                 | 8                 | 8                 | 5                 | 28                |
| Christine Evangelista | Sherry           |                   |                   |                   |                   | 1                 | 8                 | 8                 | 9                 | 26                |
| Mercedes Masohn       | Ofelia Salazar   | 5                 | 10                | 7                 |                   |                   |                   |                   |                   | 22                |
| Cliff Curtis          | Travis Manawa    | 6                 | 12                | 3                 |                   |                   |                   |                   |                   | 21                |
| Colby Hollman         | Wes              |                   |                   |                   |                   | 5                 | 7                 | 7                 |                   | 19                |
| Daniel Sharman        | Troy Otto        |                   |                   | 14                |                   |                   |                   |                   | 4                 | 18                |
| Lorenzo James Henrie  | Chris Manawa     | 6                 | 10                |                   |                   |                   |                   |                   |                   | 16                |
| Sam Underwood         | Jake Otto        |                   |                   | 11                |                   |                   |                   |                   |                   | 11                |
| Zoe Colletti          | Dakota           |                   |                   |                   |                   |                   | 10                |                   |                   | 10                |
| Dayton Callie         | Jeremiah Otto    |                   | 1                 | 7                 |                   |                   |                   |                   |                   | 8                 |
| Elizabeth Rodriguez   | Liza Ortiz       | 6                 | 1                 |                   |                   |                   |                   |                   |                   | 7                 |
| Keith Carradine       | John Dorie Sr    |                   |                   |                   |                   |                   | 3                 | 4                 |                   | 7                 |
| Lisandra Tena         | Lola Guerrero    |                   |                   | 5                 |                   |                   |                   |                   |                   | 5                 |
| Michelle Ang          | Alex             |                   | 2                 |                   |                   |                   |                   |                   |                   | 2                 |

## Personnages principaux

### Travis Manawa
Travis est l'ex-mari de Liza et le père de Chris. Il est en couple avec Madison et vit avec elle, Nick et Alicia. Il est en froid avec Chris. Travis est professeur dans le lycée où travaille Madison. Il essaye de se faire aimer de Nick et Alicia qui ne l'apprécient pas beaucoup. Il réalise vite la gravité de la situation. Malheureusement, il semble assez peureux et a peur de prendre des décisions importantes. On a découvert une nouvelle facette de sa personnalité quand il s'acharna sur Andy qui venait de tirer sur Ofelia. Il a tué Liza qui était infectée ce qui provoqua un changement chez lui.
Dans la saison 2, Travis se sépare de son fils a contrecœur. Ce choix l'ayant détruit, il bat à mort les 2 Américains qui ont tué son fils, Chris, après un accident de voiture. Travis meurt au début de la troisième saison touché par un tir sur l'hélicoptère dans lequel il se trouvait.

### Madison Clark
Madison est la mère d'Alicia et Nick. Elle est en couple avec Travis. Elle est conseillère d'orientation dans le lycée où travaille Travis. Elle est souvent inquiète pour son fils Nick car il est toxicomane. Elle est trop protectrice envers ses enfants, ce qui force Alicia à faire chemin à part lors de la saison 3.

### Alicia Clark
Alicia est la fille de Madison et la sœur de Nick. Elle n'apprécie pas vraiment son beau-père Travis. C'est une très bonne élève et elle est en couple avec Matt, ce dernier est décédé à la suite d'une griffure de Rodeur. Avec le temps, elle se durcit un peu plus. Strand croit beaucoup en elle comparé aux autres membres de sa famille qui voient encore la petite adolescente bonne élève. Elle a un tempérament de chef, mais malheureusement, n'est pas reconnue par les autres.

### Nicholas Clark alias Nick
Nick est le fils de Madison et le frère d'Alicia. Il n'apprécie pas vraiment son beau-père Travis. Nick est un toxicomane, qui n'arrive pas à arrêter les drogues mais qui le promet toujours à sa famille. Il se fait renverser par une voiture et est emmené à l'hôpital mais il s'enfuit pour comprendre ce qui lui est arrivé dans l'église. Il est le premier à comprendre réellement ce qu'il se passe et tente à plusieurs moment de le faire comprendre à sa famille en vain. Par exemple, il comprend tout de suite que les infectés sont morts et que l'humanité a quitté la personne, mais son addiction à la drogue lui vaut de ne pas être pris au sérieux. Dans la dernière saison, il fait sauter un barrage, on ne sait pas s'il en est mort. Il laisse sa famille s’échapper. Finalement, Nick ne meurt pas et étant donné le saut dans le temps que fait la série, nous le retrouvons dans le camp établi dans un stade par lui, sa famille et d'autre personne. Ayant recueilli une petite fille se trouvant être une vautour, des pilleurs jouant un rôle important dans cette saison 4, cette dernière le tue avec un pistolet lors de l'épisode 3 de la saison 4.

### Elizabeth "Liza" Ortiz
Liza est l'ex-femme de Travis et la mère de Chris. Elle étudiait pour devenir infirmière. Lors du sixième épisode de la première saison, elle se fait mordre par un rôdeur. Elle demande alors à Madison de la tuer mais c'est Travis qui le fait.

### Christopher "Chris" Manawa
Chris est le fils de Travis et Liza qui sont séparés. Il n'a pas de bons rapports avec son père Travis et il est bouleversé par la mort de sa mère. Après avoir eu un accident de voiture, Chris est achevé par Brandon.

### Ofelia Salazar
Ofelia est la fille de Daniel et Griselda Salazar. 
Elle se fait tirer dessus dans l'épisode final de la saison 1 par Andy. Liza la soigne dans la maison de Strand et déclare qu'elle est sauvée car la balle est ressortie.
Dans la deuxième saison, croyant son père mort dans un incendie au Mexique, elle quitte le groupe pour traverser seule la frontière. Après avoir failli mourir de soif dans le désert, elle est sauvée et recueillie par la tribu indienne de Qaletaqa durant la troisième saison. Elle meurt après avoir été mordue par un rôdeur et ne pourra pas revoir son père vivante dans l'épisode 14.

### Daniel Salazar
Daniel est le père d'Ofelia. Il accepte de faire rentrer Travis, Chris et Liza dans sa boutique de coiffure lors de l’émeute de l'épisode 2. C'est un réfugié du Salvador. Il ne pourra pas empêcher l'armée d’emmener sa femme blessée dans un centre où elle finira par mourir et se transformer.
Dans l'épisode 5 de la saison 1, il torture le caporal Adams pour lui soutirer des informations sur les ordres de militaires et sur l'opération Cobalt qui vise à tuer tous les civils et à faire évacuer les militaires.
Durant la deuxième saison, il suit Strand au Mexique accompagné de sa fille Ofélia. Découvrant le secret que recèle l'hacienda d'Abigail, il décide d'y mettre le feu et semble y périr dans les flammes.
On le retrouve dans la troisième saison, grièvement brulé, il est sauvé par Efrain à Tijuana. Il travaille ensuite pour Dante, le maitre du barrage. À l'arrivée de Strand, il se débarrasse de Dante et prend le contrôle du barrage avec Lola et Efrain. Il apprend par Madison venue chercher de l'eau que sa fille est toujours vivante, mais alors qu'ils vont enfin se rejoindre, Ofelia, mordue, succombe à la fièvre. Tenant dans ces bras, le cadavre de sa fille, il lui tire une balle dans la tête afin qu'elle ne se transforme pas.
Il participe à la défense du barrage contre les préfets, il part avec Nick juste avant sa destruction finale.

### Victor Strand
Victor Strand est un personnage machiavélique qui n'hésite pas à torturer psychologiquement Doug son voisin de cellule. En échangeant la vie de Nick contre des boutons de manchette, il prépare son évasion du centre d'isolement. 
Quand Nick retrouve sa famille, Strand mène tout le groupe dans sa gigantesque maison sécurisée au bord de la mer. Son plan est d'aller sur son yacht de luxe ancré au large. 
Dans la saison 2, on apprend qu'il est homosexuel et qu'il cherche à retourner chez son conjoint au Mexique. Celui-ci, mordu, est en train de mourir. Strand l’achève avant sa transformation. Pour ce crime, Celia l’expulse de l'hacienda. Il part avec Madison, Ofelia et Alicia. Le yacht disparu, ils se réfugient dans un grand hôtel sur la plage. Mais les choses se passent mal et Strand se retrouve seul.
On le retrouve dans la troisième saison au barrage de Dante. Là, il ment à Daniel en prétendant savoir où est sa fille. Daniel tue Dante et se rend maitre du barrage. Il rejoint ensuite avec Strand l’hôtel de la plage mais il l'abandonne, constatant que l'hôtel est complétement envahi par les rôdeurs. Strand arrive néanmoins à s'échapper et rejoindre le bazar des préfets. Madison arrive juste à temps pour l’empêcher d'être éliminé par les préfets pour dette de jeu. Il rejoint alors Madison, essaye vainement de ramener Ofelia à son père puis défend le barrage contre les préfets dans l'épisode final de la saison où il finit englouti par les eaux. 
Dans la quatrième saison, il fait partie de la communauté du stade dirigée par Madison. Il fera face aux attaques du groupe des "vautours", puis de nouveau sur la route après la destruction du stade et la mort de Madison. Accompagné de Nick, Alicia et Luciana, il va croiser la route de Morgan, Althea et John. D'abord ennemis, ils vont se lier après quelques aventures contre les "vautours". Désormais sans but, il emménage dans une résidence avec Luciana et Alicia mais ils seront séparés durant une grosse tempête. Il va alors séjourner avec John sur une île créée à la suite des inondations. Sauvés par Alicia, ils iront à leur tour sauver Morgan sur le toit d'un hôpital. Dans l'épisode final, dix survivants dont Strand, menés par Morgan, se lancent dans la construction d’une communauté d’entraide.

### Alex
C'est une passagère du vol 462 qui survit à son crash. Elle prend soin de Jake un ado qui a été gravement brûlé à la suite de l'accident. Les deux ont été abandonnés sur un radeau de survie par Strand et l'équipage de l'Abigail. Elle a alors dû se résoudre à tuer Jake avant sa transformation. Récupérée par Connor, elle désire se venger en emprisonnant Travis.

### Luciana Galvez
Au milieu de la deuxième saison, Luciana habite Tijuana, dans une communauté cachée à l'écart des gangs qui rôdent. Nick va s'y réfugier et tomber amoureux d'elle. À la suite de trafics de drogue dus à Nick, un gang va finir par envahir cette colonie. Elle s'enfuit alors avec Nick et une grande partie de la communauté. Arrivés à la frontière américaine, une milice les extermine tous sauf Nick et elle qui est seulement blessée.
Au début de la troisième saison, Luciana est prisonnière de Troy Otto, le chef local de la milice. Celui-ci fait des expériences pseudo-scientifiques sur des personnes vivantes. Luciana inconsciente est secourue par Jake, le frère de Troy qui stoppe les expérimentations et l’emmène avec Travis et Alicia en hélicoptère au ranch de son père. Pendant le trajet, Travis est tué et l'hélicoptère abattu. Alicia et Jake la transportent à pied au ranch. Elle y sera soignée puis après sa guérison totale va rester un moment avec Nick avant de repartir seule vers le Mexique car ce dernier refuse de quitter sa famille. Après une dernière nuit au ranch, elle disparait en laissant un mot à Nick (épisode 5).
On la retrouve avec Nick au milieu de la communauté du stade au début de la quatrième saison. Après la mort de Madison, elle se retrouve sur la route avec Nick, Victor et Alicia. Ce petit groupe va rencontrer celui de Morgan. Après la mort de Nick, elle l'achève pour qu'il ne se transforme pas et l'enterre. Elle va ensuite vivre en pleine dépression dans un manoir avec Victor et Alicia. Durant la tempête, elle part seule à la recherche de Charlie mais tombe à la place sur Clayton pris au piège dans sa voiture. Elle lui apportera une bière avant qu'il meure. Alicia prend contact avec elle et Luciana rejoint le groupe de Morgan. Elle est présente quand ils sont coincés en haut de l’hôpital. Finalement, elle fait partie de la communauté d'aide de Morgan.

### Troy Otto
Troy Otto est un survivant de l'épidémie majeur de la saison 3
. Il était un membre de haut rang de la communauté du Broke Jaw Ranch. Il a un « tempérament sauvage » et un « charisme à tendance cruelle ». Il est le plus jeune enfant de Jérémie et de Tracy et le demi-frère de Jake Otto. Son point de vue isolationniste intensément méfiant vis-à-vis des étrangers lui a permis d'être plus apte à diriger le nouveau monde post-apocalyptique. Il a eu une mère folle et un père régulièrement ivre. Troy fut le dernier membre survivant de sa famille, ainsi que le dernier survivant du Broke Jaw Ranch. 
Au début de la troisième saison, il dirige de complexe militaire situé près de la frontière. Il y poursuit des recherches pseudo-scientifiques sur des cobayes humains (essentiellement des réfugiés mexicains). Il capture Travis, Nick et Luciana. Jake, son frère, arrive à temps pour sauver la famille de Travis. De retour au ranch de son père, il se confronte aux indiens qui intègrent finalement le ranch. Banni du ranch pour avoir tué un indien, il organise sa destruction en y menant une horde de rôdeurs. Son frère est mort en essayant de la détourner. Finalement au barrage, Troy avoue à Madison avoir dirigé la horde au Broke Jaw Ranch et ne montre aucun remords pour ses actions. Enragé, Madison frappe Troy deux fois à la tête avec un marteau, le laissant pour mort. 
Ce personnage revient néanmoins dans la saison 8, où l'on découvre qu'il n'a effectivement pas succomber à ses blessures où à l'explosion du barrage à la fin de la saison 3.

## Tableau des personnages récurrents
Légende:  = Récurrent/e (crédité comme « guest »)
Légende:  = Récurrent/e
Légende:  = invité
| Acteur/Actrice                   | Rôle                 | Nombre d'épisodes | Nombre d'épisodes | Nombre d'épisodes | Nombre d'épisodes | Nombre d'épisodes | Nombre d'épisodes | Nombre d'épisodes | Nombre d'épisodes | Nombre d'épisodes |
| Acteur/Actrice                   | Rôle                 | S1                | S2                | S3                | S4                | S5                | S6                | S7                | S8                | Total/62          |
| -------------------------------- | -------------------- | ----------------- | ----------------- | ----------------- | ----------------- | ----------------- | ----------------- | ----------------- | ----------------- | ----------------- |
| Daryl Mitchell                   | Wendell Rabinowitz   |                   |                   |                   | 6                 | 7                 | 1                 | 5                 |                   | 19                |
| Avaya White / Zoey Merchant (s8) | Morgan               |                   |                   |                   |                   |                   | 5                 | 6                 | 5                 | 16                |
| Michael William Freeman          | Blake Sarno          |                   |                   | 11                |                   |                   |                   |                   |                   | 11                |
| Colby Minifie                    | Virginia             |                   |                   |                   |                   | 4                 | 7                 |                   |                   | 11                |
| Ethan Suess / Sean Koetting (s6) | Max                  |                   |                   |                   |                   | 10                | 1                 |                   |                   | 11                |
| Peter Jacobson                   | Jacob Kessner        |                   |                   |                   |                   | 4                 | 5                 | 2                 |                   | 11                |
| Michael Greyeyes                 | Qaletaqa Walker      |                   |                   | 10                |                   |                   |                   |                   |                   | 10                |
| Justin Rain                      | Lee « Crazy Dog »    |                   |                   | 10                |                   |                   |                   |                   |                   | 10                |
| Bailey Gavulic                   | Annie                |                   |                   |                   |                   | 10                |                   |                   |                   | 10                |
| Matt Lasky                       | Cooper               |                   |                   | 9                 |                   |                   |                   |                   |                   | 9                 |
| Cooper Dodson                    | Dylan                |                   |                   |                   |                   | 9                 |                   |                   |                   | 9                 |
| Craig Nigh                       | Hill                 |                   |                   |                   |                   |                   | 9                 |                   |                   | 9                 |
| Cory Halt                        | Rollie               |                   |                   |                   |                   | 3                 | 5                 |                   |                   | 8                 |
| Omid Abtahi                      | Howard               |                   |                   |                   |                   |                   | 1                 | 7                 |                   | 8                 |
| Jayla Walton                     | Odessa Sanderson     |                   |                   |                   |                   |                   |                   |                   | 8                 | 8                 |
| Karen Bethzabe                   | Elena Reyes          |                   | 6                 | 1                 |                   |                   |                   |                   |                   | 7                 |
| Ramses Jimenez                   | Hector Reyes         |                   | 6                 | 1                 |                   |                   |                   |                   |                   | 7                 |
| Brigitte Kali Canales            | Rachel               |                   |                   |                   |                   |                   | 7                 |                   |                   | 7                 |
| Patricia Reyes Spíndola          | Griselda Salazar     | 4                 | 2                 |                   |                   |                   |                   |                   |                   | 6                 |
| Paul Calderon                    | Alejandro Nunez      |                   | 6                 |                   |                   |                   |                   |                   |                   | 6                 |
| Raul Casso                       | Andrés Diaz          |                   | 6                 |                   |                   |                   |                   |                   |                   | 6                 |
| Andres Londono                   | Oscar Diaz           |                   | 6                 |                   |                   |                   |                   |                   |                   | 6                 |
| Tonya Pinkins                    | Martha               |                   |                   |                   | 6                 |                   |                   |                   |                   | 6                 |
| Matt Frewer                      | Logan                |                   |                   |                   |                   | 6                 |                   |                   |                   | 6                 |
| Sebastian Sozzi                  | Cole                 |                   |                   |                   | 5                 |                   | 1                 |                   |                   | 6                 |
| Maya Eshet                       | Sam Krennick         |                   |                   |                   |                   |                   |                   |                   | 6                 | 6                 |
| Holly Curran                     | Janis                |                   |                   |                   |                   | 3                 | 2                 |                   |                   | 5                 |
| Rhoda Griffis                    | Vivian               |                   |                   |                   | 4                 |                   | 1                 |                   |                   | 5                 |
| Kenneth Wayne Bradley            | Douglas              |                   |                   |                   | 4                 |                   | 1                 |                   |                   | 5                 |
| Justin Smith                     | Marcus               |                   |                   |                   |                   |                   | 5                 |                   |                   | 5                 |
| Nick Stahl                       | Riley                |                   |                   |                   |                   |                   | 5                 |                   |                   | 5                 |
| Gavin Warren                     | Finch                |                   |                   |                   |                   |                   |                   |                   | 5                 | 5                 |
| Arturo Del Puerto                | Luis Flores          |                   | 4                 |                   |                   |                   |                   |                   |                   | 4                 |
| Kelly Blatz                      | Brandon Luke         |                   | 4                 |                   |                   |                   |                   |                   |                   | 4                 |
| Alejandro Edda                   | Marco Rodriguez      |                   | 4                 |                   |                   |                   |                   |                   |                   | 4                 |
| Kenny Wormald                    | Derek                |                   | 4                 |                   |                   |                   |                   |                   |                   | 4                 |
| John Glover                      | Theodore Maddox      |                   |                   |                   |                   |                   | 4                 |                   |                   | 4                 |
| Sydney Lemmon                    | Isabelle             |                   |                   |                   |                   | 1                 | 2                 | 1                 |                   | 4                 |
| Antonella Rose                   | Tracy Otto           |                   |                   |                   |                   |                   |                   |                   | 4                 | 4                 |
| Shawn Hatosy                     | Caporal Andrew Adams | 3                 |                   |                   |                   |                   |                   |                   |                   | 3                 |
| Sandrine Holt                    | Dr Bethany Exner     | 3                 |                   |                   |                   |                   |                   |                   |                   | 3                 |
| Daniel Zovatto                   | Jack Kipling         |                   | 3                 |                   |                   |                   |                   |                   |                   | 3                 |
| Marlene Forte                    | Celia Flores         |                   | 3                 |                   |                   |                   |                   |                   |                   | 3                 |
| Rae Grey                         | Gretchen Trimbol     |                   |                   | 3                 |                   |                   |                   |                   |                   | 3                 |
| Lincoln Castellanos              | Tobias               | 2                 |                   |                   |                   |                   |                   |                   |                   | 2                 |
| Scott Lawrence                   | Art Costa            | 2                 |                   |                   |                   |                   |                   |                   |                   | 2                 |
| Jamie McShane                    | Lieutenant Moyers    | 2                 |                   |                   |                   |                   |                   |                   |                   | 2                 |
| Veronica Diaz-Carranza           | Vida                 |                   | 2                 |                   |                   |                   |                   |                   |                   | 2                 |
| Lindsay Pulsipher                | Charlene Daley       |                   |                   | 2                 |                   |                   |                   |                   |                   | 2                 |
| Jessica Perrin                   | Sabrina              |                   |                   |                   |                   |                   | 1                 | 1                 |                   | 2                 |
| Chinaza Uche                     | Derek                |                   |                   |                   |                   |                   | 1                 |                   |                   | 1                 |
| Aisha Tyler                      | Mickey               |                   |                   |                   |                   |                   |                   | 1                 |                   | 1                 |

## Personnages récurrents

### Griselda Salazar
Griselda est la mère d'Ofelia. Elle est grièvement blessée à la jambe au début de l'épisode 3. Elle est emmenée en compagnie de Nick et Liza au centre de soins de Los Angeles et les docteurs lui amputent le pied qui était trop abîmé. Elle meurt d'un œdème à la fin de l'épisode 5 en compagnie de Dr Exner et de Liza qui l'empêche de devenir un mort-vivant en lui perçant le crâne.

### DrBethany Exner
Le docteur Bethany Exner travaille dans un centre d'isolement gardé par l'armée pour entraver l'épidémie. Elle va recruter Liza comme infirmière. Quand l'opération "Cobalt" commence, elle espère une évacuation par hélicoptère qui n'arrivera pas. Elle euthanasie alors tous ses patients et se retrouve seule dans le centre médical entouré de "rôdeurs".

### Cpl. Andrew Adams
Le caporal Adams est tombé amoureux d'Ofelia Salazar, il l’empêche de se faire tuer par l'armée quand elle manifeste contre les grilles de la zone de sécurité. Il se fait ensuite séquestrer par le père d'Ofelia qui le torture. Il avoue alors le plan de l'armée pour Los Angeles : l'opération Cobalt. Il est libéré par Travis malgré le désaccord de Daniel. Il tire sur Ofelia dans le dernier épisode de la première saison pour se venger des tortures de Daniel. Il se fait alors copieusement tabasser par Travis.

### Jack Kipling
Jack et Alicia se sont connus par radio alors que Connor demande à Jack de trouver des bateaux à attaquer ; Jack tomba amoureux d'Alicia ce quelle ne lui rendit pas.

### Luis Flores
Un ami de Thomas qui aide le groupe à entrer au Mexique. Il est tué à la frontière et transformé en zombie. Celia, sa mère possède une villa où le groupe va se réfugier. Elle ne considère pas son fils comme mort même s'il est un infecté. Il sera achevé par Victor.

### Thomas Abigail
Thomas Abigail est l'ex-petit ami de Strand. Il est mort d'une morsure de zombie. Il sera achevé par Victor.

### Celia Flores
Mère de Luis, elle possède une villa au Mexique où le groupe va s'installer. Plusieurs personnes y vivent déjà. Elle pense que les zombies ne sont pas des personnes mortes et finira par convaincre Nick à ses idées. Elle enferme dans les caves de la villa des zombies qui sont les proches décédés des habitants de la maison. Daniel mettra le feu à la cave lors d'une hallucination et Madison tuera Celia.

### Alejandro Nunez
Chef d'un groupe de survivants à Tijuana au Mexique où Nick se réfugiera. Il est pharmacien. Il est très proche de Luciana. Il est mordu mais survit longuement. Quand Nick, Luciana et tous les autres survivants quitteront la colonie car ils étaient menacés par le gang qui contrôle la ville, Alejandro restera caché. Après que le gang ait envahi la colonie, Alejandro mettra en route le bus qui bloquait les Marcheurs, entraînant l’éradication du gang.

### Elena Reyes
Manager d'un hôtel. Au moment où l'épidémie est apparue, elle surveillait un mariage dans la salle de bal mais un invité fait une crise cardiaque et revient en zombie et attaque tout le monde. Elle décide d'enfermer tout le monde dans la salle de bal pour empêcher le malade de s'enfuir. Les survivants du mariage lui en ont voulu et ont même voulu la tuer mais elle a été épargnée grâce à Madison. Elle dirige l'hôtel avec les touristes survivants.  

### Hector Reyes
Neveu et bras droit d'Elena. Il vit dans l'hôtel.

### Andres Diaz
Un des invités au mariage et c'est le frère du marié. Il est un des touristes survivants de l'hôtel. Son frère est le leader de ce groupe. Il est tué par Alicia en voulant éviter que Travis quitte l'hôtel.

### Oscar Diaz
C'est le marié. Lors du mariage, le père de sa femme a fait une crise cardiaque, il est revenu en zombie et a attaqué tout le monde dont Jessica, sa femme, qui s'est fait mordre. Il a été enfermé par Elena dans la salle de bal. Il a survécu avec d'autres invités. Il en voulait à Elena, il a créé un groupe de survivants avec les touristes restants et voulait s'en prendre à elle et à son neveu, mais il a été en dissuadé par ou grâce à Madison. Il est l'un des dirigeants de l'hôtel.

### Ilene Stowe
C'est la mère de la mariée. Lors du mariage, son mari a eu une crise cardiaque, est devenu zombie et a attaqué tout le monde dont Jessica, sa fille. Elle fait partie du groupe de survivants de l'hôtel dirigé par Oscar, le mari de sa fille. Jessica a été enfermée dans une des chambres et est devenue une zombie. Quand on s'est débarrassé de tous les morts enfermés dans l'hôtel, Jessica a été achevée par Victor car Oscar en était incapable. Elle a poignardé Victor à cause de ça mais il a survécu. Elle est devenue dépressive et s'est suicidée en se jetant du balcon.  

## Personnages invités (Saison 1)

### Gloria
Amie junkie de Nick. Il l'a découvre en train de dévorer un autre junkie. Elle essaye de le mordre mais il s'enfuit. Elle serait le « patient 0 ».

### Tobias
Un des élèves du lycée où travaillent Travis et Madison. C'est un adolescent assez étrange. Il pense que ce sera la fin du monde à cause de l'épidémie et commence à chercher des vivres et des armes. Il va aider Madison quand elle sera attaquée par Artie Costa qui sera devenu un infecté. On se sait pas ce qu'il va lui arriver.

### Matt
C'est le petit ami d'Alicia. Il se fait mordre par un SDF en entrant de l'école. Après la morsure, il ne se sent pas bien, Travis et Madison interdisent à Alicia d'aller le voir. Il serait finalement devenu un infecté et aurait attaqué ses parents quand ils sont rentrés de vacances.

### Artie Costa
C'est le principal du lycée où travaillent Madison et Travis. Il est devenu un infecté et a attaqué Madison et Tobias, un des élèves. Madison réussit à le tuer en le frappant avec un extincteur.

### Calvin
C'est le dealer de Nick. Quand Nick s'échappe de l'hôpital, Travis et Madison vont lui demander de l'aide car ils pensent que c'est un ami de Nick. Il le retrouve et essaye de le tuer mais Nick lui arrache son pistolet et lui tire dessus. Travis et Madison retrouvent Nick et découvrent que Calvin est devenu un infecté. Il essaye de les mordre mais Nick l'écrase avec la voiture de Travis.

### Peter Dawson
C'est un des voisins de Madison. Il est devenu un infecté et a attaqué les Cruz, d'autres voisins. Quand le chien des Clark aboyait, Peter est entré dans la maison quand Madison, Nick et Alicia n'étaient pas là et il a mangé le chien. Quand Travis, Liza, Chris et les Salazar arrivent dans la maison, ils y trouvent Peter qui les attaque. Daniel le tue avec un fusil.

### Susan Tran
C'est la voisine des Clark. Elle était une amie proche de Madison qui l'a soutenue après le décès de Steven, son premier mari. Elle surveillait aussi Nick et Alicia quand ils étaient petits. Quand Peter était un infecté, ils sont allés chez elle chercher un fusil pour se protéger mais Susan aussi est devenue une infectée. Elle a essayé d'attaquer Alicia. Quand son mari est rentré de voyage d'affaires, elle a voulu le mordre mais elle a été tuée par l'armée au dernier moment. 

### Patrick Tran
C'est un des voisins des Clark. Il était en voyage d'affaires à Salt Lake City quand tout à commencer. Quand il est rentré, sa femme, Susan est devenue une infectée et a voulu le mordre. Il a été sauvé à la dernière minute par l'armée mais il l'ont emmenés pour voir s'il n'était pas infecté car il était couvert du sang de sa femme.  

### Douglas Thompson
C'est un des voisins des Clark. Il est père de famille. Il tombe en dépression quand l'armée arrive. Travis essaye de lui faire retrouver la raison mais il est emmené par l'armé dans un des camps.

### Hector Ramirez
Un des voisins des Clark. C'est un vieux monsieur soigné par Liza. Nick lui vole sa perfusion de morphine quand Hector est seul chez lui. Il est emmené par l'armée dans le camp pour y être soigné.

### Cynthia Ramirez
Une des voisines des Clark. C'est la femme d'Hector. Son mari est malade et c'est Liza qui s'occupe de lui. Son mari est emmené à la base pour y être soigner. 